# Verbandsgemeinde Saale-Wipper
Die Verbandsgemeinde Saale-Wipper im Salzlandkreis in Sachsen-Anhalt entstand am 1. Januar 2010. Als Verbandsgemeinde löste sie weitgehend die bis zu diesem Tag bestehende gleichnamige Verwaltungsgemeinschaft Saale-Wipper ab.

## Geographie

### Geographische Lage
Die Verbandsgemeinde liegt im südlichen Teil der Magdeburger Börde, östlich des Harzes und südlich der Landeshauptstadt Magdeburg.
Alsleben und Plötzkau liegen an der Saale, durch Giersleben, Güsten und Ilberstedt fließt die Wipper.

### Nachbargemeinden
Nachbargemeinden sind (im Uhrzeigersinn, im Norden beginnend): Staßfurt, Nienburg (Saale), Bernburg (Saale), Könnern und Aschersleben.

## Geschichte
Im Zuge der Gemeindegebietsreform Sachsen-Anhalts, wonach die alten Verwaltungsgemeinschaften zu Gunsten von Einheitsgemeinden und Verbandsgemeinden abgeschafft werden sollen, einigten sich die Bürgermeister der Gemeinden Amesdorf, Alsleben, Giersleben, Güsten, Ilberstedt und Plötzkau im Mai 2009 auf die Gründung der Verbandsgemeinde Saale-Wipper zum 1. Januar 2010. Amesdorf löste sich dazu aus der Verwaltungsgemeinschaft Staßfurt und wurde in die Stadt Güsten eingemeindet, Giersleben verließ die Verwaltungsgemeinschaft Stadt Hecklingen.

## Mitgliedsgemeinden
- Stadt Alsleben (Saale) mit Gnölbzig
- Giersleben mit Strummendorf
- Stadt Güsten mit Amesdorf, Warmsdorf und Osmarsleben
- Ilberstedt mit Bullenstedt und Cölbigk
- Plötzkau mit Bründel und Großwirschleben

## Politik

### Bürgermeister
Mit Wahl vom 29. November 2009 wurde Steffen Globig mit 50,63 % der Stimmen zum hauptamtlichen Bürgermeister gewählt. Die Wahlbeteiligung lag bei 39,20 %.

### Gemeinderat
Am 25. Mai 2014 wurde der Gemeinderat der Verbandsgemeinde gewählt. Er setzt sich wie folgt zusammen:
- Linke: 3
- SPD: 4
- FDP: 1
- FW: 7
- CDU: 7

| Partei    | Sitze | Stimmen |
| --------- | ----- | ------- |
| CDU       | 7     | 34,2 %  |
| SPD       | 4     | 12,4 %  |
| Die Linke | 3     | 17,3 %  |
| FDP       | 1     | 3,4 %   |
| WG        | 7     | 32,4 %  |

Der Gemeinderat wird folgende Aufgaben für die Verbandsgemeinde wahrnehmen:
- Schulwesen und Kinderbetreuung
- Flächennutzungspläne
- Wasser- und Abwasseraufgaben
- Feuerwehrwesen